# Kobiór (gmina)
Kobiór – jednowioskowa gmina wiejska w województwie śląskim, w powiecie pszczyńskim. W latach 1992–1998 gmina położona była w województwie katowickim.
Siedziba gminy to Kobiór.
Według danych z 31 grudnia 2006 gminę zamieszkiwało 4609 osób.

## Struktura powierzchni
Według danych z roku 2002 gmina Kobiór ma obszar 49,5 km², w tym:
- użytki rolne: 12%
- użytki leśne: 82%

Gmina stanowi 10,45% powierzchni powiatu.

## Demografia
Dane z 31 grudnia 2006:
| Opis                              | Ogółem | Ogółem | Kobiety | Kobiety | Mężczyźni | Mężczyźni |
| --------------------------------- | ------ | ------ | ------- | ------- | --------- | --------- |
| Jednostka                         | osób   | %      | osób    | %       | osób      | %         |
| Populacja                         | 4609   | 100    | 2320    | 50,3    | 2289      | 49,7      |
| Gęstość zaludnienia [mieszk./km²] | 93,1   | 93,1   | 46,9    | 46,9    | 46,2      | 46,2      |

Podczas spisu z 2002 w gminie Kobiór liczba osób deklarujących narodowość śląską była największa w Polsce – wyniosła 21,93% (990 osób).

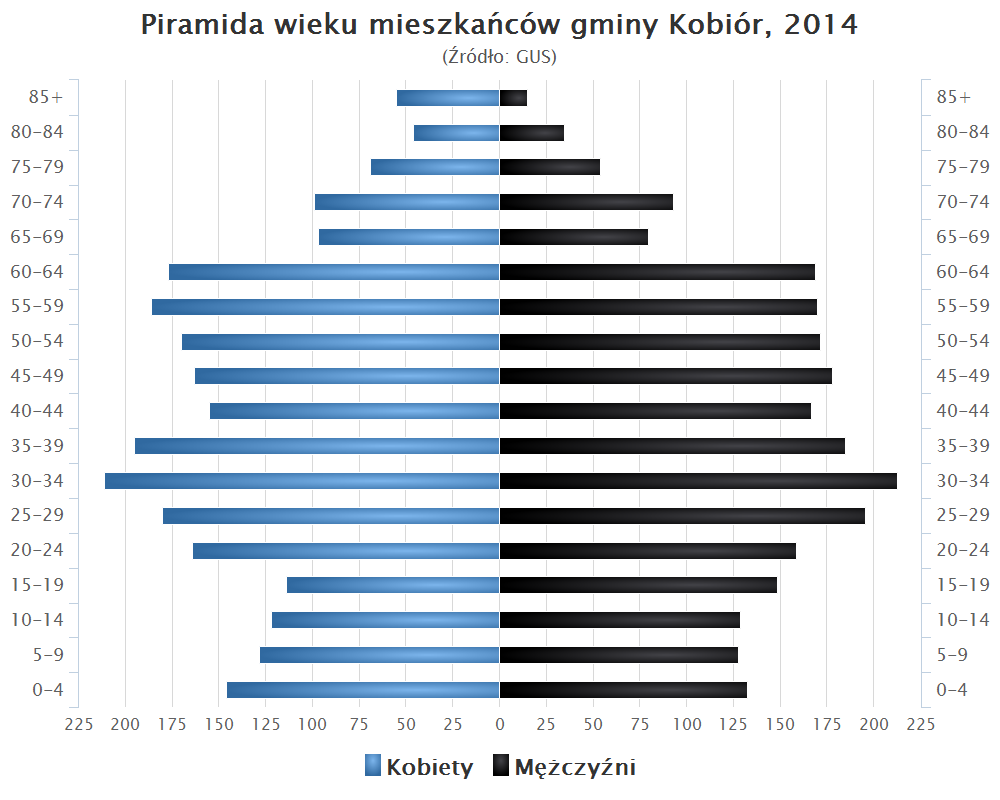
Piramida wieku mieszkańców gminy Kobiór w 2014 roku

## Sąsiednie gminy
Bojszowy, Orzesze, Pszczyna, Suszec, Tychy, Wyry

## Zabytki
- Zameczek Myśliwski w Promnicach